# Klief

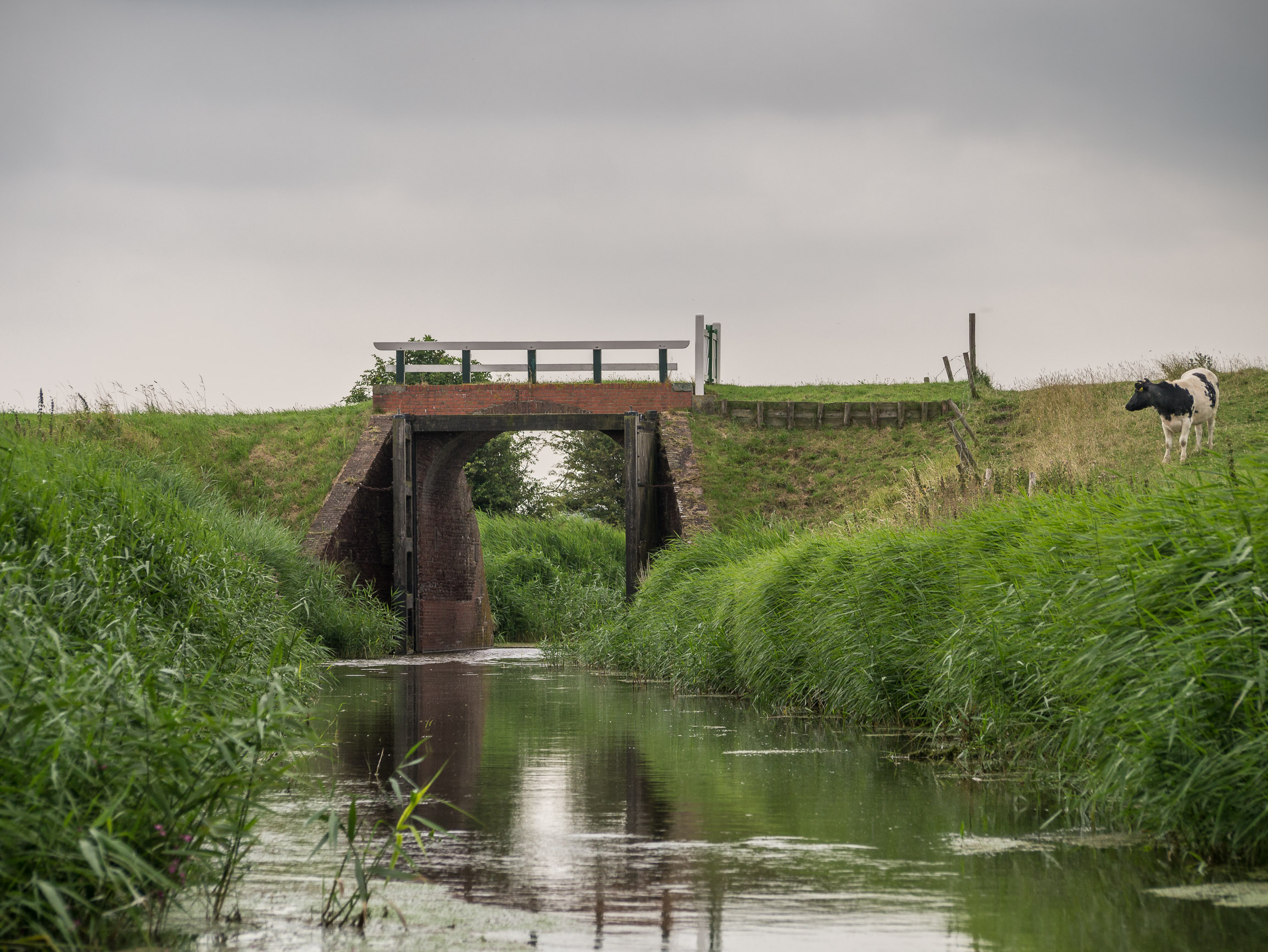
De 'Klief' in slaperdijk bij Warffum

Een klief (ook klieve, kleef of klijve) is de Groningse benaming voor kleine spuisluis (met sluisdeuren) dan wel een klepduiker, soms ook een stuw in de vorm van een houten schot die moest voorkomen dat te veel water wegstroomde.
Een knijp, een houten plank die wordt opgetrokken om water in te laten (een inlaatduiker) wordt soms ook wel klief genoemd. Volgens K. ter Laan was deze betekenis vooral gebruikelijk in het Oldambt.
watergangenDe naam komt nog voor in namen van hoofdwatergangen als de Kliefsloot en de Kliefwijk bij Sappemeer.
spuisluisOok de voormalige spuisluis in de slaperdijk ten noorden van Warffum wordt Klief genoemd. Deze naam is beter bekend dan zijn officiële naam De Wachter, die op de gedenksteen in het bijbehorende kunstwerk is vermeld.
gehuchtDe Klieve is een verdwenen huis tussen Wagenborgen en Woldendorp, waar het Hondshalstermaar via een klepsluis n het Termunterzijldiep uitmondde (nu Gemaal Tonnistil).